# Elks Building
L'Elks Building ad Olympia, Washington è un edificio che fu costruito nel 1919. È entrato a far parte del National Register of Historic Places il 21 aprile del 1988.